# 東条義門
東条 義門（とうじょう ぎもん、天明6年7月7日〈1786年7月31日〉- 天保14年8月15日〈1843年9月8日〉）は、江戸時代後期の僧侶、国学者。東条は息子・逢伝の代から名乗った姓で、本人は称していない。法名は霊伝、号は白雪楼。

## 来歴
先祖は三河国東条の三浦市郎左衛門良興といい、徳川家康配下であったと伝わる。関ヶ原の戦い後に暇を願い出て京に上り、教如上人の弟子となる。法名・敬智を得て三河に帰り、善念寺という古寺を再興して良興寺と改名した。元和6年（1620年）没。その後、敬智の孫で良興寺3世住職・敬伝が、酒井備後守忠利の母である妙玄尼に招かれ川越に移ることとなる、そこで弟の願寿に良興寺を任せ、妙玄尼が新しく建てた妙玄寺の初代住職となった。忠利の息子・酒井忠勝が若狭国小浜（後の福井県小浜市）に領地替えとなった際は、妙玄寺も寛永14年（1637年）に移転。以来現代まで小浜に在る。
義門はこの真宗大谷派妙玄寺にて第5世住職・伝瑞の三男として生まれた。寛政6年（1794年）には父に付いて空印禅寺へ赴き和歌を詠んだところ9歳にしてその才非凡と称賛され寺主より硯を与えられる。同年9月、父と死別。寛政11年4月、14歳で丹後国田辺にある願蔵寺の住職・隆悦の養子となり、法名を悦浄とする。
享和2年（1802年）養父・隆悦が死去し願蔵寺を継ぐ。義門は生来小柄で病弱であったが学問を好み、この年の秋には東本願寺が運営する京都の高倉学寮にて学んだ。ここで知己を得た養念寺住職・霊曜を師と仰ぎ尾張国で勉学に励んでいた文化4年（1807年）7月、父の後継で6世住職となっていた兄・実伝が早世したとの知らせを受ける。その跡目を継ぐことを求められた義門だったが、学問を続けたい心が強く当初は固辞。檀家や親類そして老母に懇願されるもなお首を縦に振らず、師・霊曜に是非を問うた。そこで師に寺を廃すべきでないことや親への孝を諭されてやむを得ず妙玄寺を継ぐことに同意。文化5年（1808年）23歳で7世住職を継いだ義門は法名を霊伝と改めた。文政4年9月（1821年）には八尾が19歳で義門に嫁ぎ、翌年義門は37歳にして初めて子を授かっている。
文政7年12月（1825年）より文政9年1月（1826年3月）まで江戸に滞在。天保14年8月（1843年9月）妙玄寺で没す。大正8年（1919年）11月に正五位を、百回忌となる昭和17年（1942年）には権僧正を追贈された。

## 業績
義門は教学の基礎として国語研究の重要性を感じ、独学で日本語の文法や音韻について、詳細な研究を開始した。本居宣長の成果のほか、本居春庭、藤井高尚（歌学）、太田全斎（音韻学）らに学びながら、実証的な研究を進めたのである。
とりわけ日本語学史上における成果としては、動詞・形容詞の活用を現在知られる形にまとめ上げたことが挙げられる。義門は『友鏡』において、5つの活用形（将然言・連用言・裁断言・連体言・已然言）を「五転」として掲げ、後に『和語説略図』で新たに「希求言」を設けた。
こうした義門の文法論は、明治以降における日本語文法の基礎を築くことになった。例えば黒川真頼の文法学説には、義門の学説の受容が指摘されている。

## 著作
- 『友鏡』(1823年)
- 『和語説略図』(1833年)
- 『山口栞』(1836年)
- 『活語雑話』 (1838〜1842年)
- 『男信（なましな）』(1842年)
- 『活語指南』(1844年)
- 『真宗聖教和語説』

## 親族
- 伝端 - 実父。妙玄寺第5世住職。享保15年に生まれ寛政6年9月、65歳で没す。
- 縫（栄照）- 実母であり伝端の後妻。若狭国小倉畑にある光久寺住職恵元の娘。伝端との間に二男二女を得ており、長男が慈勧（法名・実伝）で二男が義門。文政6年4月、76歳で没す[15]。
- 隆悦 - 養父。願蔵寺住職。享和2年没。
- 実伝 - 実兄。妙玄寺第6世住職だったが文化4年7月に33歳で早世。
- 八尾 - 妻。文政4年9月に19歳で義門に嫁ぎ11人の子を産んだ。明治7年没。
- 東条逢伝（東條逢傳）- 長男。文政12年9月（1829年）生まれ。法名は法伝。妙玄寺第8世住職となり、子の好伝に9世を継がせた[16]。長女・みなは西広寺住職の小谷真了に嫁ぎ、再婚した妹に代わってその子・茂を養育した。
- 琴枝 - 長女。幼名は岡野。文政5年12月生まれ。14歳で伏見宮貞敬親王に仕え、琴枝の名を賜る。20歳で早瀬の淨妙寺昇道に嫁ぐ。堀尾ゑんは長女[17]。
- 富尾 - 二女。文政8年3月生まれ。
- 教（押絵）- 三女[注 6]。天保2年9月生まれ。
- 他田 - 四女。天保4年1月生まれ。
- 愛宕 - 五女。天保5年8月生まれ。
- 岡野 - 六女。天保7年8月生まれ。
- 丹比 - 七女。天保9年7月生まれ。
- 下枝 - 八女。天保10年9月生まれ。
- 千代野 - 九女。天保13年8月生まれ。
- 木下茂 - 曽孫。明治32年生まれ。木下商店を創業し経団連理事などの要職を歴任した。母・久美は東条逢伝の娘で実家は妙玄寺[18]。